# 斯蒂芬·博斯沃思
斯蒂芬·沃伦·博斯沃思（英語：Stephen Warren Bosworth；1939年12月4日—2016年1月4日），是美国的学者、外交官。曾担任“美日财团”主席、美国驻突尼斯大使、美国驻菲律宾大使、美国驻韩国大使、朝鲜问题特使。

## 荣誉

### 勋章奖章
- 旭日重光章（日本，2005年公布[5]）